# Vanga-de-cauda-vermelha
Vanga-de-cauda-vermelha  (Calicalicus madagascariensis) é uma espécie de ave da família Vangidae.
É endémica de Madagáscar.
Os seus habitats naturais são: florestas secas tropicais ou subtropicais e florestas subtropicais ou tropicais húmidas de baixa altitude.